# النور و پارک
النور و پارک (به انگلیسی: Eleanor & Park) اولین رمان بزرگسالان جوان است که توسط رینبو راول نوشته شده‌است. این داستان که در سال ۲۰۱۰ نوشته شده، روایت‌هایی موازی از دو نوجوان به نام‌های النور و پارک است. این دو نوجوان در سال‌های ۱۹۸۶ تا ۱۹۸۷ در اوهاما زندگی می‌کنند و با یکدیگر رابطه خوبی ندارند. النور، دختری چاق ۱۶ ساله با موهای قرمز فرفری، و پارک، پسری دورگه آمریکایی-کره‌ای و ۱۶ ساله، در اولین روز مدرسه یکدیگر را در اتوبوس مدرسه ملاقات می‌کنند و به تدریج از طریق کتاب‌های کمیک و نوارهای موسیقی ترکیبی از موسیقی دهه ۸۰، جرقه یک داستان عاشقانه میان آن‌ها می‌خورد. پارک در راه عشق به النور رشد می‌کند و النور یادمی‌گیرد پارک را درک کند.

## خلاصه داستان
النور داگلاس به تازگی وارد کلاس دهم شده. او بزرگترین فرزند خانواده‌ای ۷ نفره است. همگی آن‌ها در خانه‌ای کوچک به همراه ناپدریشان زندگی می‌کنند و بچه‌ها یک اتاق مشترک دارند. ریچی، نادری النور در حمام را برداشته و اجازه وجود هیچ حریم خصوصی‌ای در خانه نمی‌دهد. ناپدری همیشه مست، با مادر النور بدرفتاری می‌کند و از او سوءاستفاده عاطفی و جسمی می‌کند. بچه‌ها به شدت تحت خشونت خانگی ناپدری هستند. آن‌ها به قدری فقیرند که النور مجبور است همیشه لباس‌هایش را با پارچه‌های رنگی رنگی وصله کند، با روبان موهایش را ببند و لباس‌های ترکیبی عجیب و غریبی بپوشد که همین موضوع باعث می‌شود دیگر دانش‌آموزان مدرسه همیشه او را مسخره کنند. النور از یک سال پیش که ناپدریش او را از خانه بیرون انداخته، روی کاناپه خانه یکی از دوستا خانوادگیشان می‌خوابد.
پارک شریدان در تمام مدت زندگیش در اوماها بوده. او فرزند خانواده‌ای متوسط است که اگرچه ثروتمند نیستند، اما در زندگیشان عشق جاری است. با این حال پارک از خودش راضی نیست. پدر پارک مرد قد بلند و با ظاهر به اصطلاح مردانه‌ای است. اما پارک در سر و شکل ظاهری به پدرش شباهتی ندارد و بیشتر شبیه مادرش است. پارک حتی از برادر کوچکترش هم کوتاه‌قدتر است. علاوه بر این هیچ علاقه‌ای به تکواندو، ورزشی که برای پدرش ارزش زیادی دارد، ندارد و به جای آن عاشق موسیقی و کمیک است. او با وجود اینکه با بچه‌های محبوب و پرطرفدار مدرسه ارتباط خوبی دارد، اما همچنان از درون به خاطر سر و شکل آسیایی‌اش احساس حقارت می‌کند.
در اولین روزی که النور وارد مدرسه می‌شود، بقیه دانش‌آموزان از سر و شکل خیلی عجیب و غریب او تعجب می‌کنند. آن‌ها جایشان را عوض می‌کنند تا کنار النور نشینند. وقتی النور زیر گریه می‌زند، پارک با رفتاری تحقیرآمیز به النور صندلیش را پیشنهاد می‌کند. آن‌ها چند کلاس مشترک با هم دارند که همین موضوع باعث می‌شود پارک متوجه شود النور به طرز عجیبی باهوش‌ترین دانش‌آموز کلاس است. آن‌ها کم‌کم شروع می‌کنند به برقراری ارتباط با یکدیگر و گپ و گفت‌های کوتاه…
النور مرتب در مدرسه مورد تمسخر و استهزا قرار می‌گیرد و دانش‌آموزان دیگر او را اذیت می‌کنند. دخترها قفل کمد ورزشی النور را با نوار بهداشتی از او می‌گیرند، و بعضی‌ها هم کلمات بی‌ادبانه روی کتاب‌های او می‌نویسند. در خانه هم ریچی زمانی که مست بوده، سر مادر النور فریاد کشیده. یک شب النور صدای شلیک گلولوه می‌شنود و به ۹۱۱ زنگ می‌زند. اما پلیس‌ها اظهارات دروغ ریچی را باور می‌کنند. النور تلاش می‌کند واقعیت‌های زندگیش را از پارک پنهان کند، اما وقتی می‌بند پارک بعضی چیزها را مانند بارتی، تلفن یا امنیت را بدیهی می‌داند، احساس معذب بودن پیدا می‌کند. النور سعی می‌کند هدیه‌هایی که پارک برایش می‌خرد، رد کند، چون خودش را لایق آن‌ها نمی‌داند. آن‌ها پنهانی مدت زمان زیادی را با یکدیگر گذراندند. چرا که ریچی اجازه نمی‌داد النور دوست‌پسر داشته باشد. پارک اعتراف می‌کند که عاشق النور شده و این باعث رنجش النور می‌شود. اولین ملاقات النور با پدر و مادر پارک، به خصوص مادرش، چندان خوب پیش نرفت.